# Nissan Sentra
La Sentra est une berline compacte fabriquée par Nissan et dont les origines remontent à 1983. La vente de la nouvelle génération de la Nissan Sentra 2013 a débuté à l'automne 2012. L'ancienne génération avait été dévoilée fin 2006 et produite jusqu'en 2012. Ses prix varient entre 15 000 $ à 23 000 $ dollars canadiens. La Sentra est assemblée à Aguascalientes, au Mexique.

### N16 (2000-2006)

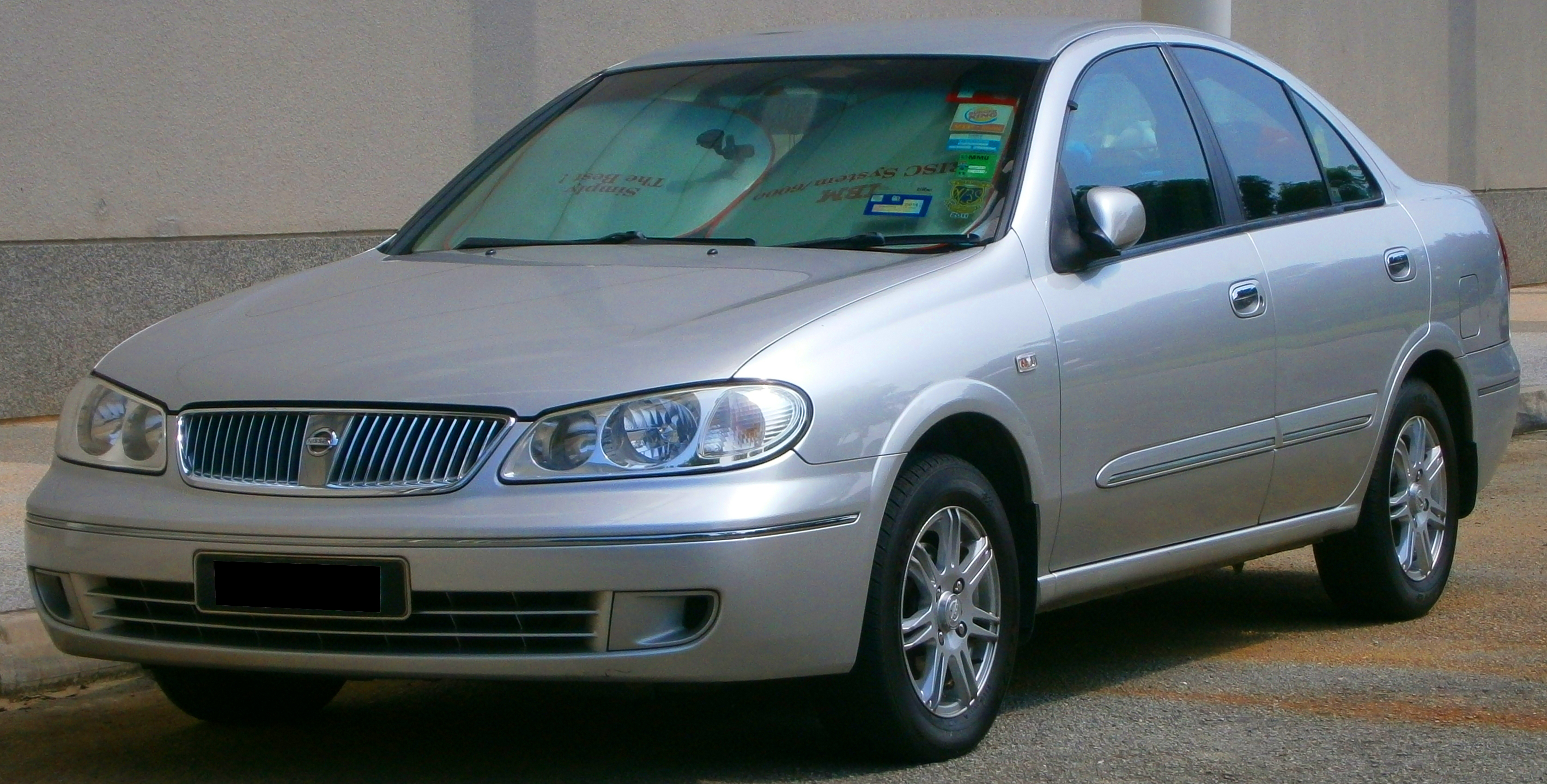
Nissan Sentra N16 (2000-2006)

## Motorisation
La Nissan Sentra propose un choix de trois moteurs essence. Le premier est un 4 cylindres 2 litres à 16 soupapes de 140 ch et 200 N m de couple. Le deuxième est un 4 cylindres 2,5 litres à 16 soupapes qui développe 177 ch et 233 N m de couple; il équipe la version SE-R. Ce même moteur développe 200 ch et 244 N m de couple sur la Sentra SE-R Spec-V.

## Sécurité
La Nissan Sentra dispose de six coussins gonflables (airbags) de série, de l'antipatinage, du contrôle de stabilité électronique, d'un système d'alarme antivol.

## Transmission
La Sentra actuelle est équipée d'une boîte à variateur CVT ou d'une manuelle à 6 vitesses. la version SE-R de 200 ch reçoit exclusivement la boîte manuelle.

## Courses
En 2021, au Canada, la Coupe Nissan Micra devient la Coupe Nissan Sentra car Nissan stoppe la production de sa Micra en Amérique du Nord. Les voitures sont équipées de moteurs 4 cylindres de 2.0L qui développent 149 chevaux.
Autres info :
- Pneu Pirelli
- Roue de 18 x 9
- Boite de vitesses manuelle 6 rapports[1]
- 12 courses en 2021

## Informations supplémentaires
- réservoir de carburant de 55 litres